# Кети
Кети су јенисејски народ, староседеоци су Сибира. Говоре кетским језиком који спада у северну групу јенисејских језика. 
Кети су мали етно-лингвистички изоловани народ из Краснојарског краја, са средњег и доњег тока реке Јенисеј и притока Поткамена Тунгуска, Јелогуј и Курејка. Јенисејским народима, припадали су и народи Кот, Арин, Југ, Пумпокол, и Асан али су их Хакаси, Евенки и Руси асимиловали. Данас су Кети једини преостали јенисејски народ.
Кети живе у малим раштрканим групама, монголоидног су изгледа, али светлије пути. Лов, риболов и узгој ирваса типични су њиховој култури.

## Име
Руси су их у 17. веку прозвали Остјацима, што је назив под којим је био обухваћен већи број несродиних сибирских народа. Касније су, да би се направила разлика између њих и других народа познатих под именом Остјаци, названи Јенисејски Остјаци, по реци Јенисеј чији су средњи и доњи ток насељавали. Неколико година након стварања Совјетског Савеза, 1930-их, званично им је промењено име у Кети. Кетски аутоним (име којим сами себе називају) је Кет (у множини је Денг), што значи човек. Кети са река Сим и Кас који су називали себе Југун, 1960-их су признати као посебан народ.

## Историја
Верује се да су Кети на реку Јенисеј досељени пре око 2.000 година са југа, са неког места које је ближе планинама Западни Сајан, Источни Сајан и Алтај. Први спомен о њима датира из 17. века, када Руси спомињу њихова племена Инбак, Земчак и Богден. Почетком 17. века кетска земља улази у састав Руског царства. Козаци из града Мангазеја 1607. на њиховој територији оснивају испоставу за прикупљање пореза, у облику крзна ласица, веверица и видри. Кети су пружили отпор али безуспешно.
Кети, који су били полуномадски народ, су након доласка комуниста на власт у Русији и стварања Совјетског Савеза, почетком 20. века, у време колективизације, насељени у стална насеља.
Кети су 2010. бројали 1.219 људи, а насеља им се (више нису номади) налазе у Туруханском рејону: Келог, Серково, Бакланиха, Горошиха, Пакулиха, Туруханск и Мадујка, и у Евенкијском рејону: Суломај. Кети су као и остали монголоидни народи у Русији полурусификовани, што значи да носе руска имена и презимена. Мада је ово особина свих номада, као што Роми носе имена и презимена већинских народа у државама у којима живе.

## Језик
Стручњак за кетски језик, Финац М. А. Кастрин, 1858. издаје прву граматику и речник кетског језика, који садржи и нешто материјала о котском језику. 